# Clive Loader

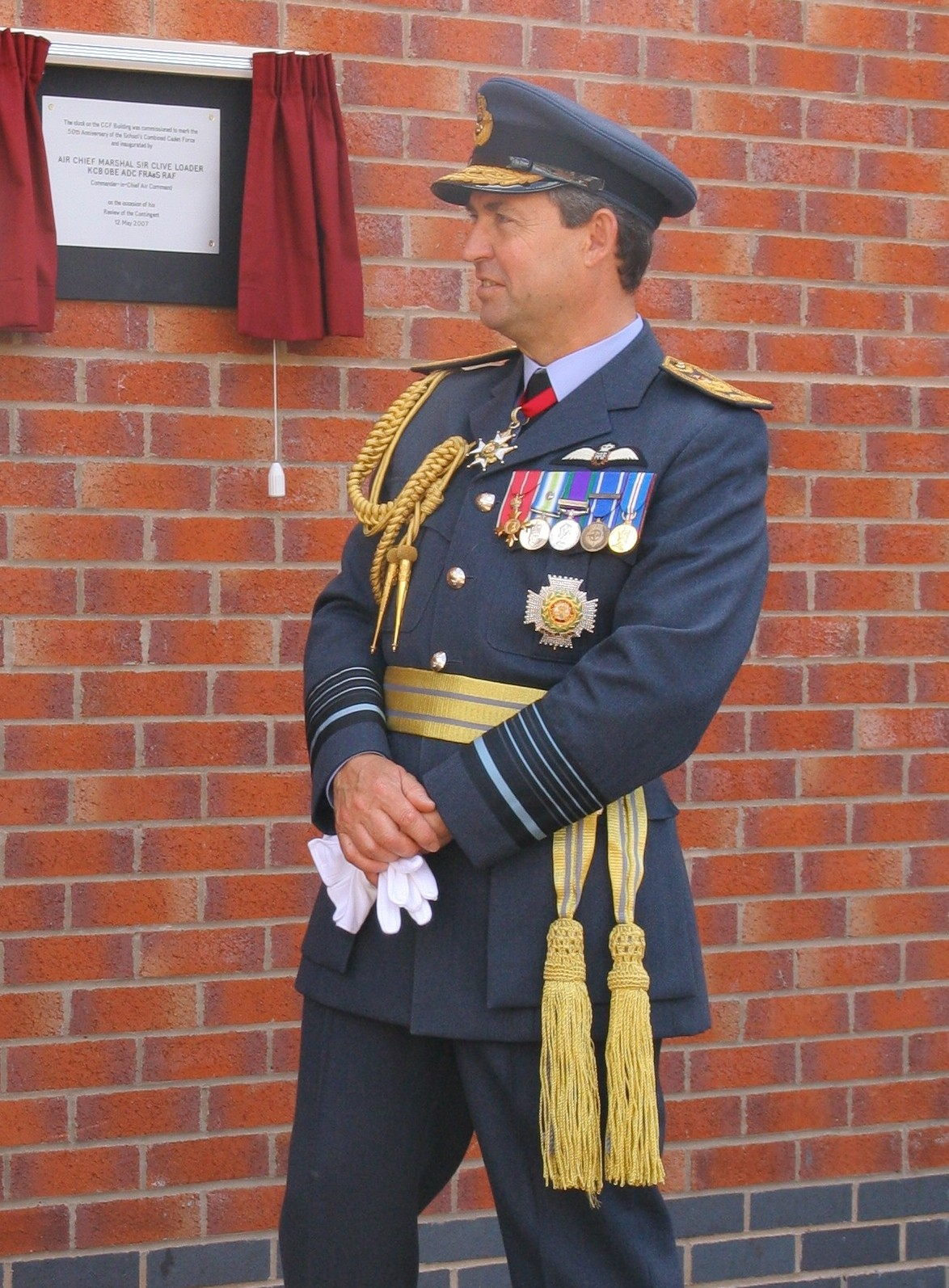
Sir Clive Loader (12. Mai 2007)

Sir Clive Robert Loader, KCB, OBE, FRAeS (* 24. September 1953) ist ein britischer Offizier der Royal Air Force, der als General (Air Chief Marshal) zwischen 2007 und 2009 erster Oberkommandierender des RAF Air Command war. Er war ferner von 2012 bis 2016 Polizeipräsident (Police and Crime Commissioner) der Grafschaft Leicestershire.

## Leben

### Offiziersausbildung, Offizier und Stabsoffizier
Clive Robert Loader besuchte von 1965 bis 1971 die The Judd School in Tonbridge und begann daraufhin ein Studium an der University of Southampton. 1973 trat er in die Royal Air Force ein und fand nach einer Pilotenausbildung auf dem Kampfflugzeug Hawker Siddeley Harrier Verwendung beim No. 1 Squadron RAF auf dem Militärflugplatz RAF Wittering sowie danach beim IV (Army Cooperation) Squadron auf dem Luftwaffenstützpunkt RAF Gütersloh. Nach einer Zusatzausbildung bei einer Operational Conversion Unit (OCU) RAF wurde er 1984 zum Major (Squadron Leader) befördert und fungierte als Kommandeur eines Schwarms (Flight Commander) bei einer Einheit der britischen Luftstreitkräfte in Deutschland (RAF Germany). Nachdem er 1988 das Royal Air Force Staff College Bracknell besucht hatte, war er Referent für Harrier-Kampfflugzeuge im Verteidigungsministerium (Ministry of Defence). 1989 wurde er zum Oberstleutnant (Wing Commander) befördert und war daraufhin zunächst auf dem Luftwaffenstützpunkt RAF Rheindahlen eingesetzt, ehe er im Anschluss zwischen 1991 und 1992 Persönlicher Stabsoffizier des Oberkommandierenden des RAF Strike Command, Air Chief Marshal Sir Michael Graydon, war.
Im August 1993 wurde Loader Kommandeur (Commanding Officer) der auf dem Luftwaffenstützpunkt RAF Laarbruch stationierten No. 3 Squadron RAF und verblieb auf diesem Posten bis Dezember 1995. No. 3 Squadron RAF nahm an Operationen im Bosnienkrieg teil und war das erste in Deutschland ansässige Geschwader mit British Aerospace Harrier II-Flugzeugen, das auf Nachtoperationen umstellte. 1995 erfolgte seine Beförderung zum Oberst (Group Captain) und anschließend der Besuch des Joint Service Defence College (JSDC). Am 31. Oktober 1996 wurde er Kommandant (Station Commander) des Luftwaffenstützpunktes RAF Laarbruch und hatte diese Funktion bis 14. Mai 1999 inne. 1996 wurde ihm das Offizierskreuz des Order of the British Empire (OBE) verliehen, woraufhin er kurzzeitig Referent für Luftwaffenplanung im Verteidigungsministerium war.

### Aufstieg zumAir Chief Marshal
Nach seiner Beförderung zum Brigadegeneral (Air Commodore) 1999 war Clive Loader Leiter einer Studium zur Verwaltungsunterstützung der Royal Air Force sowie im Anschluss von 2000 bis Dezember 2001 Befehlshaber der Harrier-Verbände (Air Commodore Harrier), ehe er zwischen Dezember 2001 und 2002 Assistierender Chef des Stabes für Operationen im Ständigen Gemeinsamen Hauptquartier der Streitkräfte (Assistant Chief of Staff, Operations, Permanent Joint Head Quarters) war. Anschließend fungierte er als Generalmajor (Air Vice-Marshal) von 2002 bis Mai 2004 als Assistierender Chef des Verteidigungsstabes für Operationen (Assistant Chief of the Defence Staff (Operations)).
Als Generalleutnant (Air Marshal) übernahm Loader, der auch Fellow der Royal Aeronautical Society (FRAeS) ist, zwischen Juni 2004 und Februar 2007 den Posten als stellvertretender Oberkommandierender des Luftangriffskommandos (Deputy Commander-in-Chief, RAF Strike Command). In dieser Verwendung wurde er am 31. Dezember 2005 zum Knight Commander des Order of the Bath (KCB) geschlagen und führt seitdem den Namenszusatz „Sir“. Zuletzt wurde er am 1. April 2007 als General (Air Chief Marshal) erster Oberkommandierender des Luftwaffenkommandos (Air Officer Commanding-in-Chief, RAF Air Command), das nach der Zusammenlegung des RAF Strike Command und des Personal- und Ausbildungskommandos (RAF Personnel and Training Command) entstanden ist. Diesen Posten hatte er bis April 2009 inne und wurde daraufhin von Air Chief Marshal Sir Chris Moran abgelöst. Zusätzlich war er zwischen April 2007 und August 2009 auch Luftwaffenadjutant (Air Aide-de-camp) von Königin Elisabeth II.
Sir Clive Loader wurde als Kandidat der Conservative Party am 15. November 2012 erster Polizeipräsident (Police and Crime Commissioner) der Grafschaft Leicestershire und behielt diesen Posten bis zum 6. Mai 2016, woraufhin William Bach seine Nachfolge antrat.